# Valentin Hodnik
Valentin Hodnik, slovenski slikar, * 18. februar 1896, Stara Fužina, † 6. december 1935.
Hodnik je slikal predvsem krajine s prevladujočimi gorskimi motivi v realističnem slogu. Njegov opus šteje okoli 230 del, izdelal je tudi serijo šaljivih smučarskih razglednic. Študiral je na zagrebški likovni akademiji, toda po dveh semestrih je študij opustil in se vrnil v Bohinj, kjer se je preživljal s priložnostnimi deli.